# Cung điện Sapieha, Warszawa
 Cung điện Sapieha (tiếng Ba Lan: pałac Sapiehów w Warszawie) là một trong những cung điện ở Thị trấn mới Warsaw của Warsaw, Ba Lan. Bắt đầu bởi gia đình Sapieha hùng mạnh, người đã đặt tên cho tòa nhà, hiện tại nó là Khu liên hợp trường bảo vệ môi trường.

## Lịch sử

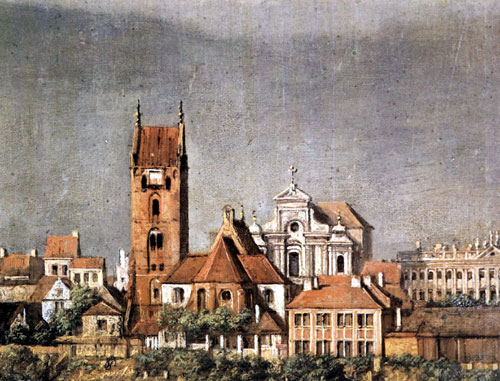
Cung điện có thể nhìn thấy ở bên phải Nhà thờ St. Mary, chi tiết một bức tranh của Bernardo Bellotto, 1770.

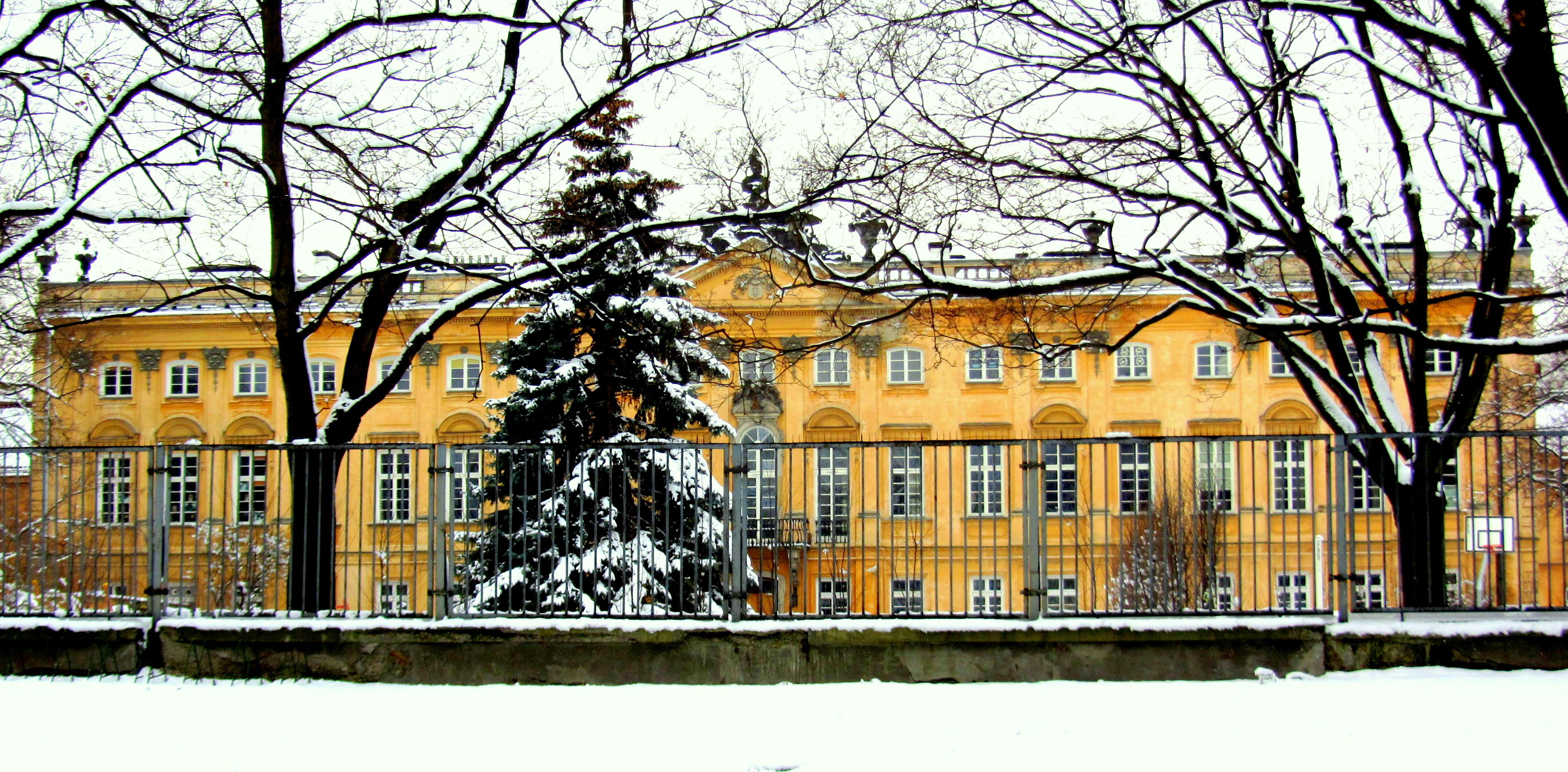
Mặt tiền vườn cũ

Cung điện, được ủy quyền bởi Jan Fryderyk Sapieha, Thủ tướng của Đại công tước Litva, được xây dựng theo phong cách Rococo vào năm 1731-1746 bởi Johann Sigmund Deybel. Nó được xây dựng như một cung điện thành phố kiểu Pháp, được gọi là Hôtel particulier. Vào thời điểm đó, nó bao gồm các tòa nhà chính có năm trục (corps de logis) và hai tòa nhà nằm giữa cung điện và một con phố. Trong khoảng thời gian 1741-1742, tòa nhà một tầng hiện tại được kết nối với tòa nhà chính của quần thể cung điện, và giữa năm 1771-1790, một cánh khác đã được dựng lên để kết nối corps de logis với tòa nhà thứ hai phía ngoài.
Vào năm 1818-20, cung điện đã được chuyển đổi thành Doanh trại Sapieha (Koszary sapieżyńskie) để sử dụng cho quân đội. Công trình tu sửa theo phong cách tân cổ điển vào đầu thế kỷ 19 là tác phẩm của Wilhelm Henryk Minter. Trong cuộc nổi dậy tháng 11 năm 1830-1831, nó đóng vai trò là doanh trại cho Trung đoàn Bộ binh 4 nổi tiếng của Ba Lan (Czwartacy).
Cung điện bị phá hủy vào năm 1944 bởi các lực lượng chiếm đóng của Đức, nó được xây dựng lại vào những năm 1950 bởi Maria Zachwatowiczowa.